# 東海大学情報技術センター
東海大学情報技術情報センター（とうかいだいがくじょうほうぎじゅつせんたー、英称：Tokai University Research & Information Center）は、宇宙からの地球観測、データ処理・解析などの成果を主に自然科学分野の研究に画像情報から得られる情報を研究機関などへ提供するセンター（研究所）である。1986年、傘下に宇宙情報センターを設立する。

## 概要
1974年に、人工衛星から送られて来る地球観測データを用いて地球環境調査、宇宙考古学そして古文化財の調査を始めとした調査研究を行う研究機関などへその基礎となる情報を提供するセンターとして設立。国内では、地方自治体の行う土地・環境調査への協力、またNHKスペシャルを初めとするNHKや民放各局への地球観測データを活用した番組制作に対しても協力している。国外では、ピナツボ火山の噴火調査、ナイル川流域の古環境調査などへ地球観測データを用いた協力を行っている。現在は、東海大学総合研究機構を構成する組織体の1つとして位置づけられている。東海大学情報技術センターは、超高精細4K3次元映像をつくり、それをもとにして古代遺跡5カ所の発見する等、「宇宙考古学」を発展させている。

## 沿革
- 1974年 - 東海大学湘南キャンパスに情報技術センターを設立。
- 1981年 - 東海大学代々木キャンパスに移転。
- 1984年 - 映画ゴジラ制作協力。
- 1996年 - アメリカ海洋大気庁(NOAA)ベーカー長官来訪。
- 1986年 - 宇宙情報センターを設立。
- 1986年 - 宇宙開発事業団（現宇宙航空研究開発機構(JAXA)）と「地球観測分野における協力に関する協定」を締結。
- 2006年 - 日本科学未来館と「相互協力協定」を締結。
- 2008年 - エジプト科学研究省・リモートセンシング科学局(NARSS)局長来訪。
- 2009年 - 学習院大学・東洋文化研究所と「共同研究協定」を締結。
- 2009年 - 奈良県立橿原考古学研究所と「共同研究協定」を締結。
- 2017年 - 中国科学院・リモートセンシング＆デジタルアース研究所(RADI)と「研究・教育協力に関する協定書」を締結。